# ادوارد نوواک
ادوارد نوواک (چکی: Eduard Novák; ۲۷ نوامبر ۱۹۴۶ – ۲۰ سپتامبر ۲۰۱۰) بازیکن هاکی روی یخ اهل چکسلواکی بود.